# История почты и почтовых марок Фолклендских островов
История почты и почтовых марок Фолклендских островов охватывает ранний (домарочный), классический (почтовых марок XIX — начала XX века) и современный периоды развития почтовой связи на Фолклендских (Мальвинских) островах.

## Развитие почты
В ранний, домарочный, период доставка почты зависела от редких заходов судов, переправлявших почту с помощью бразильских пакетботов через Монтевидео. Самые ранние известные письма датируются 28 января 1827 года.
В период с 1852 по 1880 год на острова примерно раз в два месяца заходила шхуна (либо правительственное судно, либо судно подрядчика).
До 17 июля 1861 года письма необходимо было оплачивать по доставке на судно, после 1868 года известна предоплаченная франкатура, выпущенная местными чиновниками, выполнявшими функции почтмейстера.
Начиная с 1861 года, в почтовом отделении на корреспонденции начали ставить штемпель с текстом «Фолклендские острова. Уплачено». Применялись штемпели двух типов:
- Штемпель прямоугольной формы, небольшого размера, был в обращении с 1861 года по 1877 год. Оттиски этого штемпеля наносились чёрной краской.
- Штемпель круглой формы, большего размера, применялся с 1877 года до июня 1878 года. Оттиски этого штемпеля были красного цвета.

В 1880 году перевозка почты стала обязательной для любого судна, заходящего в Стэнли, а регулярное почтовое обслуживание было поручено немецкой компании «Космос», пароходы которой курсировали по маршруту Гамбург — Кальяо (Перу).
Первое почтовое отделение открылось в городе Стэнли в 1887 году.
В 1900 году контракт на доставку почты выиграла Тихоокеанская пароходная компания, которая работала до 1914 года, когда открытие Панамского канала привело к тому, что суда перестали огибать мыс Горн, в связи с чем регулярное почтовое сообщение с Фолклендскими островами прекратилось и было возобновлено лишь в 1927 году.

### Почтовый индекс
В 2003 году островам был присвоен собственный британский почтовый индекс — FIQQ 1ZZ Это было сделано в ответ на жалобы о случаях ошибочной отправки предназначенной для Фолклендских островов корреспонденции в другие места — обычно либо в город Фолкерк в Шотландии, в почтовом индексе которого есть буквы «FK», либо на Фарерские острова. Введение почтового индекса в отношении всех адресов на Фолклендских острова также помогло жителям островов заполнять бланки заказов товаров почтой в Интернете, во многих из которых указание действующего почтового индекса является полем, обязательным для заполнения.

## Выпуски почтовых марок

### Первые марки
Первые почтовые марки — номиналом в 1 пенни, 6 пенсов и 1 шиллинг и с изображением обычного профиля королевы Виктории — появились в обращении 19 июня 1878 года. Марки были с зубцами, но из-за того, что края марочных листов были без зубцовки, порой встречаются марки без перфорации с одной или двух сторон. Первые марки, что необычно для британской колонии, были напечатаны на бумаге без водяных знаков

### Последующие эмиссии

#### Классический период
Дополнительно к первым трём маркам в 1879 году была выпущена ещё одна, номиналом в 4 пенса. Эта марка считается самой дорогой маркой островов и оценивается по каталогу «Ивер» в 1400 евро.
Марки с водяными знаками появились в 1883 году. До 1896 года время от времени допечатывались новые номиналы марок этого рисунка.
1 января 1891 года потребность в почтовых марках номиналом в полпенни (½d) привела к разрешению на разрезание марок по диагонали и к соответствующей надпечатке на имеющихся марках номиналом в один пенни. Марки номиналом в ½ пенни прибыли в сентябре, но бисекты оставались в почтовом обращении до 11 января 1892 года, чтобы использовать их имеющийся запас.
В 1904 году были эмитированы новые почтовые марки в целом такого же дизайна, но с изображением Эдуарда VII. То же самое произошло и после 1912 года но, в отношении Георга V. Нехватка краски из-за Первой мировой войны привела к появлению значительных вариаций в цвете выпусков почтовых марок с изображением Георга V в военное время.
В 1913 году впервые увидела свет почтовая марка Фолклендов номиналом в 1 фунт.
До 1930 года было эмитировано 58 почтовых марок. Вместе с надпечатками и новыми тиражами разные в филателистическом смысле марки, выпущенные к 1932 году, составили 126 штук.

#### Современный период
В 1928 году на марке номиналом в 2 пенса была сделана надпечатка нового номинала в 2½ пенса, ставшая одной из самых редких марок Фолклендов.
В 1929 году появилась первая почтовая марка с художественным сюжетом, на которой на заднем плане портрета Георга V были помещены небольшие изображения кита и пингвинов. За этим выпуском последовал вызвавший много восторгов юбилейный (посвящённый 100-летию образования колонии) выпуск 1933 года: серия из 12 марок с выразительным изображением местных пейзажей и фауны. Полный комплект в наши дни оценивается примерно в 3 тысячи долларов США.
Начиная с 1930-х годов Фолклендские острова участвовали в омнибусных выпусках Британской империи: «Серебряный юбилейный выпуск» 1935 года, «Коронационный выпуск» Георга VI в 1937 году и т. д. Вступление на престол нового короля также означало необходимость в эмиссии новой стандартной серии, увидевшей свет в 1938 году. На марках серии были изображены виды, флора и фауна и корабли. Дизайн марок несколько попроще, чем дизайн марок «живописного» сюжета 1933 года.

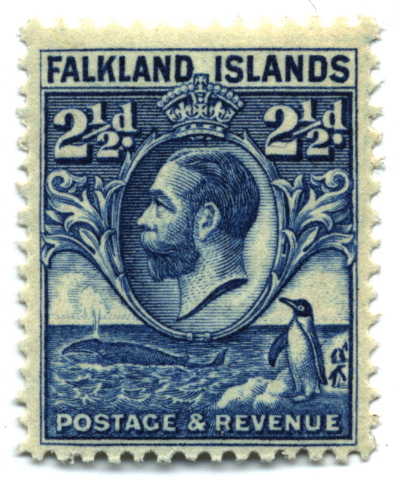
1929: марка номиналом в 2½ пенса «Кит и пингвины» (Sc #57)
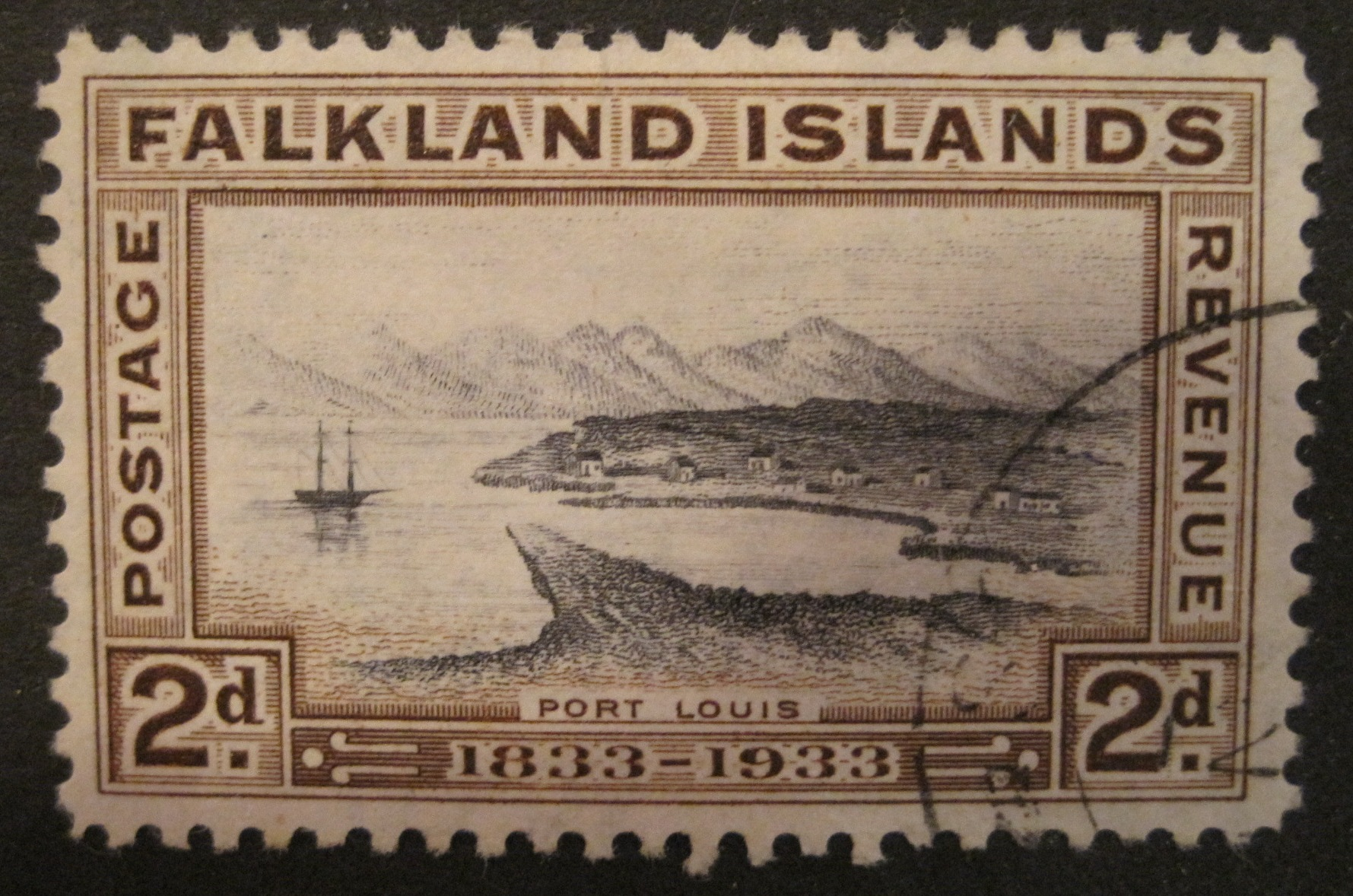
1933: марка в 2 пенса «Порт-Луис»[англ.] (Sc #68)
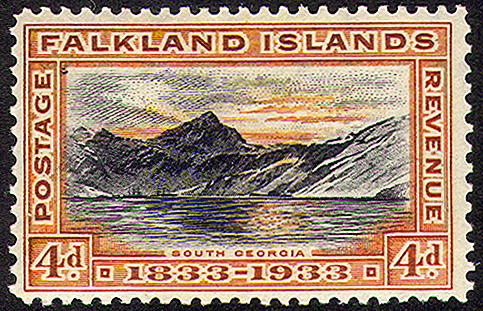
1933: марка в 4 пенса, посвящённая Южной Георгии (Sc #70)
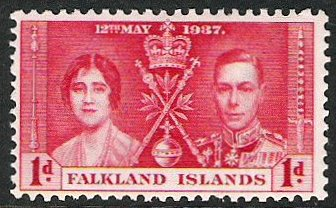
1937: марка в честь коронации Георга VI, 1 пенни (Sc #82)

Последняя стандартная серия Георга VI вышла в 1952 году. Из 14 марок серии шесть были перевыпущены в период между 1955 и 1957 годами с портретом Елизаветы II. Очередная серия стандартных марок появилась лишь в 1960 году. На 15 марках серии были изображены различные местные виды птиц.

Фолкленды, 1964, 2½ и 6 пенсов(Sc #150 и 151a). На 6-пенсовой марке, оцениваемой ныне в $, ошибочно помещёно изображение HMS Glasgow с миниатюры в 2½ пенса

В 1960-х годах начали регулярно выпускаться коммеморативные почтовые марки. В 1974 году появился первый почтовый блок. Некоторые марки выходили в малых листах.
В 1964 году благодаря «ошибке „Глазго“», когда на ряде марок номиналом в 6 пенсов было напечатано изображение не того корабля, приобрела известность серия из четырёх марок, посвящённых 50-летию сражения у Фолклендских островов.
В связи с введением на Фолклендских островах с 15 февраля 1971 года десятичной монетной системы на стандартном выпуске были надпечатаны новые номиналы в десятичной системе.

## Фолклендская война
Длительное противостояние Аргентины и Великобритании вокруг Фолклендских островов, сопровождавшееся «марочными войнами», привело к вооружённому конфликту 1982 года.
|                                                                                | | |
| 1936: Фолкленды (Мальвины) закрашены как часть территории Аргентины. (Sc #445) | 1937: то же, но материковые границы убраны. Служебная марка с надпечаткой Министерства сельского хозяйства «M. A.» (Sc #OD46) на марке 1937 года (Sc #446) | 1951: антарктический сектор Аргентины. И снова подразумевается, что Фолкленды принадлежат Аргентине (Sc #594)) |

Захват во время Фолклендской войны Аргентиной Фолклендских островов и предпринятая Великобританией кампания по их возвращению под свою юрисдикцию оставили заметный след в истории почты островов.
Почтовое отделение в городе Порт-Стэнли перешло под контроль аргентинской почты 6 апреля 1982 года, после чего некоторое время фолклендские марки на отправляемой корреспонденции гасились новым календарным штемпелем с текстом: исп. «9409 Islas Malvinas, Republica Argentina» («Мальвинские острова, Республика Аргентина»), затем на оккупированных островах были в обращении почтовые марки Аргентины, которые гасились штемпелем с текстом «Islas Malvinas» («Мальвинские острова»).
Для проведения операции по освобождению островов была направлена тактическая группа, в состав которой входили боевые корабли британских ВМС, вспомогательные суда и суда торгового флота, реквизированные на время боевых действий. Экипажи всех этих кораблей и судов, а также перевозимые на них военнослужащие получали и отсылали почтовые отправления, на которых ставились особые пометки и штампы.
Вначале, с 25 мая по 9 июня 1982 года, почтовая станция британской армии размещалась в (бухте Аякс, в окрестностях Сан-Карлоса на острове Западный Фолкленд. Затем, по мере продвижения войск, она переместилась в Тил-Инлет. Почтовая корреспонденция гасилась календарным штемпелем в двойном круге с текстом «Field Post Office No. 141» («Полевая почта № 141»).
Расквартированные на оккупированных островах военнослужащие аргентинской армии не были обеспечены конвертами и использовали служебные конверты Фолклендских островов с надписью: «On Her Majesty’s Service» («На службе Её Величества»), на которых ставился аргентинский штамп с текстом исп. «Correspondencia del Soldado/Sin Cargo» («Письмо военнослужащего/Бесплатно»).
К 16 апреля 1982 года в аргентинские войска поступили старые аэрограммы 1950-х годов. Известны три типа таких аэрограмм: зеленоватого цвета с маркой Аргентины номиналом в 11 песо, розового цвета номиналом в 13 песо и голубого цвета номиналом в 18 песо. В конце мая солдаты получили специально выпущенные номерные голубые аэрограммы двух рисунков с текстом «Servicio Extraordinario». На месте почтовой марки в прямоугольнике написано «Correo Argentino. Franqueo pagado» («Почта Аргентины. Сбор оплачен»). На конвертах порой ставились штампы военно-морской или военной цензуры, например: «Censura Naval Argentina» («Военно-морская цензура. Аргентина»), «Censura Militar» («Военная цензура»). На корреспонденции, которая не могла быть доставлена военнослужащему в связи с его пленением, ставился штамп «Al remitente» («Отправителю»).
Филателисты, собирающие коллекцию по истории почты Фолклендской войны, выделяют в ней четыре раздела:
- почтовые отправления жителей Фолклендских островов;
- почтовые отправления аргентинских военнослужащих, принимавших участие во вторжении, и адресованные им почтовые отправления;
- почтовые отправления британских военнослужащих, принимавших участие в освобождении островов, и адресованные им почтовые отправления;
- почтовые конверты кораблей и судов тактической группы британских ВМС.

После войны на острове разместился британский гарнизон. Хотя письма военнослужащих домой пересылаются бесплатно, их корреспонденция, отправляемая в другие страны, требует оплаты почтового сбора, поэтому почтовые отправления франкируются почтовыми марками Великобритании. По состоянию на 2003 год, почта гасилась почтовым штемпелем с двумя переплетёнными кругами с надписью «Falkland Islands BFPO 655 Post Office» («Фолклендские острова, Почтовая служба британских войск 655, почтовое отделение»).

## Местные выпуски

### Южная Георгия
В 1923 году из-за нехватки однопенсовых марок на острове Южная Георгия в почтовом обращении были диагональные бисекты марки номиналом в 2½ пенса выпуска 1912 года.

### Порт-Фостер
В сезон китобойного промысла 1912—1913 годов в городе Порт-Фостер имели хождение почтовые марки номиналом в полпенни и один пенни, на которых ручным штемпелем была сделана надпечатка текста «Port Foster» («Порт-Фостер»).

## Зависимые территории
В административном отношении Фолклендским островам были подчинены группа островов у берегов Антарктиды и английский сектор Антарктиды. В период с 1944 года до 1962 года для указанных территорий, известных под названием Зависимых территорий Фолклендских островов, выпускались специальные почтовые марки. При этом в 1944 году отдельно выходили также марки для Земли Грейама, острова Южная Георгия, Южных Оркнейских островов и Южных Шетландских островов.
| Почтовые марки Зависимых территорий Фолклендских островов        | Почтовые марки Зависимых территорий Фолклендских островов                   | Почтовые марки Зависимых территорий Фолклендских островов |
| ---------------------------------------------------------------- | --------------------------------------------------------------------------- | --------------------------------------------------------- |
|                                                                  |                                                                             |                                                           |
| 1946: марка Зависимых территорий Фолклендских островов (Sc #1L3) | 1944: надпечатка на марке Фолклендских островов для Земли Грейама (Sc #2L2) | То же для Южных Шетландских островов (Sc #5L3)            |

В 1962 году из ЗТФО была выделена самостоятельная административная единица — Британская антарктическая территория, продолжившая выпуск собственных марок. В 1963 году специальные почтовые марки начали эмитировать и для острова Южная Георгия.

## Каталогизация
Описание почтовых марок Фолклендских островов можно встретить во всех основных каталогах мира, таких, например, как «Скотт». В английских каталогах «Стэнли Гиббонс» почтовые выпуски Фолклендских островов присутствуют в «красных» томах для марок Великобритании и Содружества наций:

Каталог «Стэнли Гиббонс» (красный, 2001) для Великобритании и Содружества, на обложке которого в левом верхнем углу можно увидеть марку Фолклендских островов 1933 года, посвящённую 100-летию британской оккупации островов, номиналом в 1 фунт и с портретом короля Георга V(Mi #70)

Помимо этого, для марок Фолклендских островов и зависимых территорий компанией «Стэнли Гиббонс» издаётся отдельный («жёлтый») том, седьмое издание которого увидело свет в 2016 году. Этой же компанией в 2000 году был опубликован ещё один каталог — в «фиолетовой» серии, в котором была дана расширенная информация о марках Фолклендских островов и зависимых территорий.